# Essence minérale
Les essences minérales sont des essences extraites du pétrole qui peuvent être utilisées, suivant leur nature, comme combustible, diluant à peinture, dégraissant ou détachant :
- White spirit ou terpentine, diluant et nettoyant ; il existe en version désaromatisée ;

- Essence de pétrole, white spirit adapté à l'usage "Beaux-arts" ;
- Essence F, dégraissant et détachant ;
- Essence C, mêmes usages que l'essence F mais moins grasse[1].

On utilise de l'essence minérale pour l'éclairage dans les lampes à essence ou les brûle-parfum (lampes Berger, lampes Pigeon).
Le kerdane ou pétrane n'est pas de l'essence, mais du pétrole lampant (différent du kérosène) plus ou moins désaromatisé, utilisé comme combustible dans les poêles à pétrole et pour l'éclairage dans les lampes à pétrole.